# Bibliothèque itinérante
Une bibliothèque itinérante est une collection de livres prêtés pour des périodes déterminées par une bibliothèque centrale à une succursale, à un club ou à une autre organisation ou, dans certains cas, à un individu. Elle tire son nom de son emplacement temporaire : les collections de livres sont en effet envoyées à un endroit extérieur à la bibliothèque d'origine, et pourront y être remplacées par une autre collection de livres. Le bibliobus en est un exemple.

## Histoire
La date de la première bibliothèque itinérante est incertaine. Parmi ses précurseurs, on peut citer le chapelier ambulant et marchand de ballades, le colporteur religieux, et la bibliothèque de camp de Napoléon Ier répertoriée dans les Mémoires de Bourrienne. La bibliothèque itinérante peut également être citée comme un prolongement des « écoles circulantes » du Pays de Galles, promues en 1730 par Griffith Jones, et des écoles d'extension similaires ultérieures de l'Assemblée générale du Kirk d'Écosse dans les Highlands et les îles écossaises[réf. nécessaire].
Le premier projet de bibliothèque itinérante fonctionnelle semble avoir été lancé par Samuel Brown à East Lothian, en Écosse, en 1817, bien qu'il soit indiqué que le principe est utilisé avec certaines bibliothèques paroissiales écossaises dès 1810. Brown achète 200 volumes sélectionnés « dont environ les deux tiers étaient de tendance morale et religieuse, tandis que le reste comprenait des livres de voyage, d'agriculture, d'arts mécaniques et de sciences populaires ». Quatre bibliothèques de 50 volumes chacune étaient stationnées à Aberlady, Saltoun (en), Tyninghame et Garvald. En 20 ans, ces bibliothèques sont passées à 3 850 volumes, répartis dans 47 villages. Jean Frédéric Oberlin aurait fondé des bibliothèques itinérantes dans sa paroisse de Waldersbach dans les Vosges à peu près au même moment que les bibliothèques de l'East Lothian. Ces deux premiers plans ont à peine survécu à leurs fondateurs.
Un système de bibliothèques itinérantes a été lancé, avec succès, par la bibliothèque publique de Melbourne en 1860. L'Université d'Oxford en 1878 et l'Université de Cambridge ont commencé, peu après, à envoyer des bibliothèques itinérantes pour aider leurs programme universitaire complémentaire.[réf. nécessaire]

### États-Unis

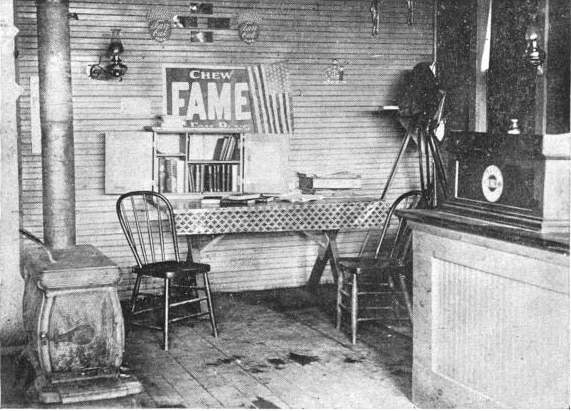
Bibliothèque mise en place dans un magasin, Wisconsin, États-Unis, 1890

Aux États-Unis, le mouvement des lycées a démontré le besoin de bibliothèques. Des « bibliothèques itinérantes » et un système de comté de bibliothèques itinérantes sont proposés dès 1831. En 1848, l'American Seaman's Friend Society commence à fournir des bibliothèques aux navires américains, élargissant ensuite son apport aux hôpitaux navals et aux stations de sauvetage. Le gouvernement des États-Unis fournit des bibliothèques similaires aux phares. Celles-ci étaient fréquemment renouvelées. Les premières bibliothèques itinérantes générales américaines soutenues par des fonds publics ont été autorisées par la législature de l'État de New York en 1892. La première bibliothèque est envoyée par la New York State Library, et créée grâce à Melvil Dewey, en février 1893. En commençant par 10 bibliothèques de 100 volumes chacune, la circulation pour le premier exercice financier atteint 2 400 volumes. Cela augmente en 1918-1919 pour atteindre un tirage total de 43 958 volumes envoyés dans 1 099 collections différentes, avec un stock total de 100 641 volumes. Le Michigan et le Montana promulguent une législation sur les bibliothèques itinérantes en 1895 et le Wisconsin  et l'Iowa  en 1896[réf. nécessaire]. Il y a aussi quelques bibliothèques itinérantes commerciales telles que celles fournies par la H. Parmelee Library Company qui est fondée dans l'Iowa en 1882. Cette organisation développe une collection de « paquets » en rotation que l'on appelle l'Université de la bibliothèque itinérante. La société continue à commercialiser sa bibliothèque de paquets en rotation comme un moyen de fournir « une bibliothèque parfaitement équipée et permanente dans chaque ville et hameau d'Amérique », après avoir déménagé à Chicago en 1898.

### Canada
Au Canada, Joséphine Marchand met en place le programme des « L'Oeuvre des livres gratuits » qui est une bibliothèque itinérante.

## Description
Un système typique de l'État de New York prévoyait[Quand ?] sept types différents de bibliothèques itinérantes :[réf. nécessaire]
1. bibliothèques de maison pour l'individu ou la famille unique, de préférence dans les maisons rurales
2. bibliothèques pour enfants
3. bibliothèques pour étrangers, en plusieurs langues étrangères
4. bibliothèques grand public
5. bibliothèques pour les écoles publiques, pour compléter les bibliothèques scolaires mais pas pour fournir des lecteurs ou des manuels supplémentaires
6. bibliothèques pour les petites bibliothèques publiques, pour compléter les collections des bibliothèques locales là où les fonds des bibliothèques sont rares
7. bibliothèques pour clubs d'études, granges, écoles privées, écoles du dimanche, églises, etc.

Les collections sont de deux types : étagères fixes et étagères ouvertes. Les bibliothèques itinérantes fixes sont prêtées comme une unité et l'emprunteur n'est pas autorisé à remplacer les titres de la liste. Les bibliothèques ambulantes à rayon ouvert sont sélectionnées dans la collection générale du service de vulgarisation pour répondre, dans la mesure du possible, aux souhaits spécifiques de l'organisme ou de la personne emprunteuse de la bibliothèque. La collecte fixe est plus économique car elle assure l'utilisation de toute la collection ; la collection d'étagères ouvertes est plus flexible et, par conséquent, plus satisfaisante pour la plupart des gens. La tendance est à la collection à étagère ouverte.
Une variante de la bibliothèque itinérante est le bibliobus ou bibliothèque mobile, qui livre des livres le long d'itinéraires définis à partir d'une bibliothèque centrale.
Les grands avantages de la bibliothèque itinérante sont l'économie, la mobilité et l'adaptabilité. La collection est limitée aux livres définitivement choisis dans un but précis. Ce qui est obsolète et inutile est éliminé. Le renouvellement fréquent des collections permet à chaque groupe ou communauté recevant les bibliothèques d'accéder aux volumes de la collection dans son ensemble. Des livres sur des sujets d'actualité ou nécessaires pour répondre à l'évolution des goûts de la communauté peuvent ainsi être fournis à moindre coût. La bibliothèque itinérante peut être installée à la maison, au magasin ou partout où les gens se rassemblent. Il n'est pas limité à un seul endroit. Aucun bâtiment permanent n'est requis, ni d'auxiliaire spécial pour offrir le service si l'intelligence dans la sélection est assurée par la bibliothèque qui réalise celle-ci. Les seuls enregistrements nécessaires sont les types les plus simples d'enregistrements de prêt.
La bibliothèque itinérante revêt une importance particulière dans quatre contextes :
1. en vue de doter la population rurale et les organisations spécialisées de bibliothèques
2. afin d'aider les écoles rurales à maintenir leur enseignement à la pointe de l'époque
3. afin de promouvoir les initiatives en éducative dans l'ensemble des territoires
4. afin de promouvoir la création et du développement de bibliothèques permanentes

L'usine et l'atelier d'usinage, le club social et l'organisme communautaire trouvent également à leur avantage d'avoir sous la main une petite collection bien choisie de livres qui soit renouvelée assez souvent pour éviter qu'ils ne deviennent périmés.

## Pour les bibliothèques scolaires
L'évolution rapide et profonde des programmes scolaires et les méthodes modernes d'enseignement, dont la plupart impliquent une utilisation considérable de matériel en dehors du manuel, font plus que jamais de la bibliothèque scolaire un élément essentiel de l'école. Les écoles rurales et celles des petites villes, tout autant que les écoles des grandes villes, ont besoin de livres actuels dans leurs bibliothèques. Dans la plupart des cas, les fonds disponibles à cette fin sont insuffisants. La bibliothèque itinérante envoyée par une commission de bibliothèque, un ministère de l'Éducation ou un autre organisme central peut mieux répondre à ce besoin et à moindre frais que le conseil scolaire local. Il peut fournir les livres nécessaires pour compléter les livres standards, les livres de référence et les livres de lecture et manuels supplémentaires dont l'école doit disposer en permanence dans son équipement. Dans de nombreux cas, la bibliothèque itinérante indique si oui ou non le livre souhaité est vraiment nécessaire en permanence.

## Pour l'alphabétisation
Pratiquement tous les schémas bien conçus d'extension de l'éducation, qu'il s'agisse du mouvement lycéen, des extensions universitaires, du club d'étude, du cours par correspondance, du mouvement Chautauqua ou de l'école du dimanche, ont reconnu le besoin d'une petite bibliothèque pour conserver et amplifier les résultats de l'instruction. La bibliothèque itinérante démontre sa valeur dans ces cas. Elle favorise l'accès à une diversité des sujets en contexte éducatif. Il permet à l'étudiant ambitieux d'aller bien au-delà des limites du cours magistral ou du manuel prescrit. C'est ce qui a permis de vérifier la déclaration de Thomas Carlyle, « La véritable université de nos jours est une collection de livres ».

## Pour la culture des bibliothèques
De nombreux colons pionniers qui ont émigré des États de l'est des États-Unis vers le Kansas manquaient de livres. Ces colons manquaient aussi de sociétés littéraires, de lycées et de bibliothèques. De nombreuses personnes parcouraient des kilomètres pour assister à des cours ou écouter des débats. Les sociétés littéraires sont considérées comme étant tout aussi essentielles que l'église. Des clubs de femmes ont commencé à se former dans un certain nombre de colonies. Les clubs de femmes comblaient le vide des amitiés intimes et offraient des possibilités d'éducation. Les clubs de femmes de l'est ont également travaillé pour prévenir les maladies, lutter contre l'ignorance et la pauvreté. Les femmes colons occidentales pensaient que l'un de leurs rôles était de civiliser ou de réformer la nouvelle société qu'elles formaient. En février 1897, militante et dirigeante d'un club de femmes, Lucy Johnston aide à développer un système de bibliothèques itinérantes au Kansas après avoir entendu parler d'une bibliothèque itinérante dans l'Ohio. Lucy Johnston a déclaré : «… Je pensais que si nous pouvions avoir quelques livres, donnés par les femmes qui en avaient beaucoup, nous pourrions en quelque sorte les faire porter aux femmes qui n'en avaient pas. Un autre dirigeant a déclaré que c'était une idée brillante et Johnston a été nommé à la tête du projet de bibliothèque itinérante au Kansas. Les objectifs des bibliothèques itinérantes du Kansas étaient de recréer la culture littéraire qui a été laissée dans les États de l'Est. Il a été révélé dans des lettres qu'au début du programme des bibliothèques itinérantes, de nombreuses femmes ont déclaré qu'elles aspiraient aux livres. Cet accès limité aux livres est également vécu plus à l'ouest. En 1904, les « clubwomen » sont à l'origine de la création de bibliothèques itinérantes dans au moins trente-un états.
Lutie Stearns est une autre pionnière des bibliothèques itinérantes à qui l'on doitplus de quinze cents stations de bibliothèques itinérantes. Elle est aussi à l'origine de trente systèmes de bibliothèques coopératives de comté et cent cinquante bâtiments de bibliothèques permanentes dans le Wisconsin de 1895 à 1914. Elle livre souvent elle-même les bibliothèques itinérantes aux communautés agricoles et industrielles, voyageant en diligence, en train et même en traîneau. Stearns a l'idée de créer un système de bibliothèque itinérante dans le Wisconsin après avoir assisté à la présentation American Library Associate de Melvil Dewey sur le système de bibliothèque itinérante qu'il a fondé à New York. Elle a la conviction que tout le monde doit pouvoir avoir accès aux livres, quel que soit son âge, son sexe ou sa situation économique. Ses bibliothèques itinérantes sont envoyées dans les zones rurales jusqu'à six mois d'affilée avant d'être remplacées par de nouvelles collections. La plupart des collections sont destinées à un usage public général, mais il y avait des collections spéciales spécialement conçues pour des endroits tels que les orphelinats, les camps de bûcherons et les sanatoriums en plus des collections en langues étrangères. Chaque bibliothèque itinérante est composée de trente, cinquante ou cent volumes qui étaient conservés dans une bibliothèque fermée avec un registre des prêts, des copies du règlement de la bibliothèque, des feuilles d'emprunt vierges et tout le nécessaire pour installer la bibliothèque là où elle apparaît nécessaire. De nombreuses bibliothèques itinérantes sont conservées dans des fermes, des gares, des petits magasins et des bureaux de poste. Les informations recueillies auprès des bibliothèques aident à informer Stearns sur la manière d'améliorer et de développer les collections des bibliothèques itinérantes pour l'avenir.

## Autres types de bibliothèques itinérantes

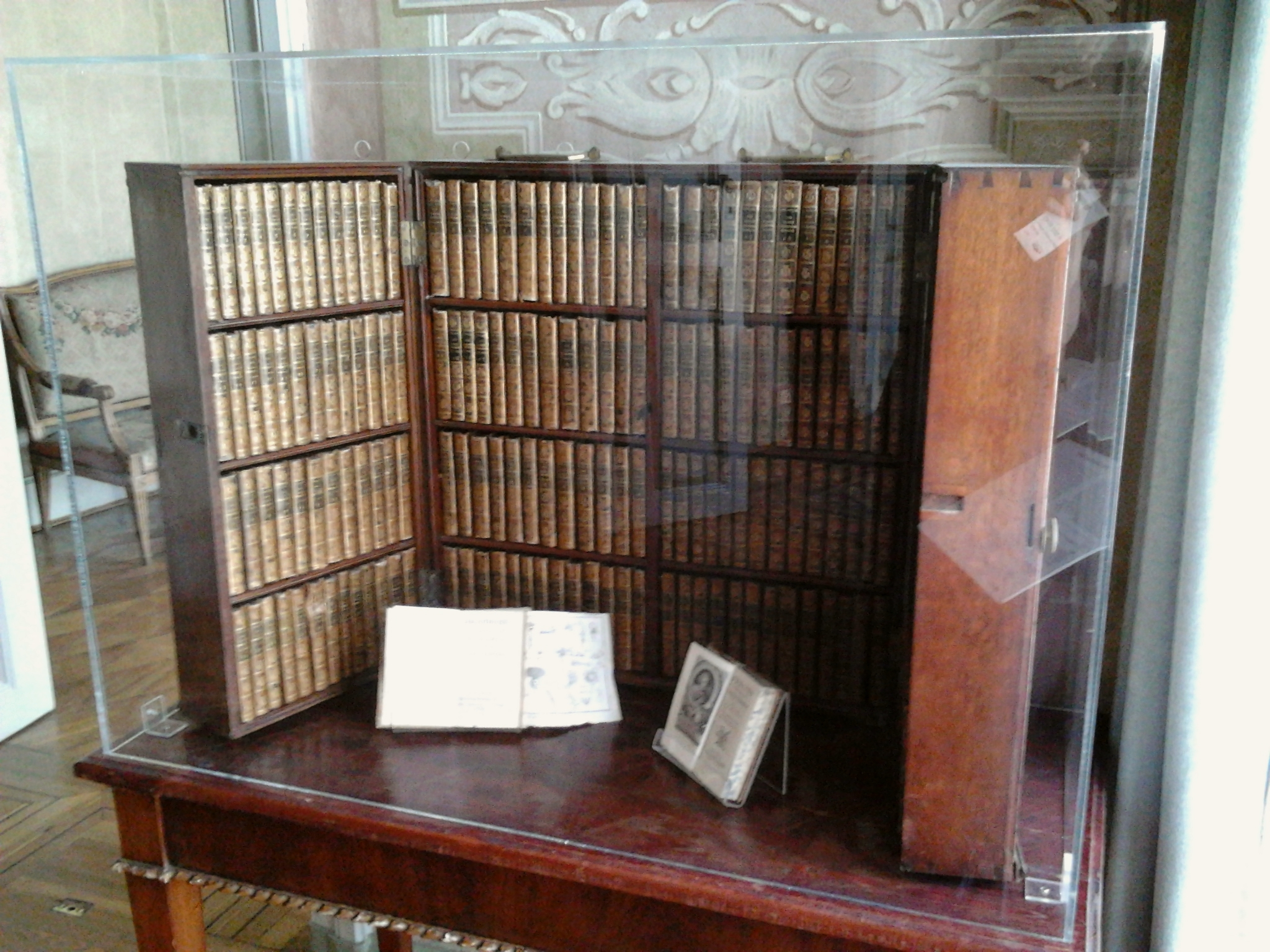
la bibliothèque itinérante de la comtesse Batowska ; Palais Myślewicki, Musée des thermes royaux; 2e moitié du XVIII

Un autre type de bibliothèque itinérante est constituée par une boîte ou une petite bibliothèque contenant de petits livres à l'usage d'un voyageur. La bibliothèque itinérante jacobéenne du XVIIIe siècle est considérée comme l'une des premières versions de la bibliothèque itinérante. La caisse en bois magnifiquement conçue pour abriter une collection de livres miniatures a très probablement été commandée par l'avocat et député William Hakewell en 1617 comme cadeau du Nouvel An pour un ami. Selon l'Université de Leeds, en forme de grand livre, le boîtier abrite 50 livres plus petits, créant une bibliothèque portable et itinérante.
Il existe d'autres exemples dans les collections de la bibliothèque de l'université de Leeds, de la British Library (bibliothèque itinérante de Sir Julius Caesar ), de la Huntington Library et du Toledo Museum of Art, Ohio.